# Ara gossei
Ara gossei — вимерлий птах родини папугових.

## Розповсюдження
Був ендеміком Ямайки. Відомий тільки з опису Госсе 1847 року, заснованому на зразку, вбитому приблизно у 1765 на схід від поселення Лусеа (Ямайка). Деякі автори припускають, що червоний ямайський ара був підвидом кубинського ара або навіть одним і тим же видом.